# Geschiedenis van Tonga

Wapen van Tonga

Dit artikel beschrijft de geschiedenis van het Koninkrijk Tonga, een land en eilandengroep in Polynesië. De eilanden werden waarschijnlijk voor het eerst bezet door zeevaarders die behoorden tot de Lapitavolkeren, vermoedelijk rond 1500 voor Christus. 

## Vroegste geschiedenis en eerste ontdekkers
Wanneer de eerste nederzettingen in Tonga ontstonden, is nog steeds onderwerp van discussie. Een van de oudste sites ligt in het dorp Pea, op het eiland Tongatapu. Met behulp van C14-datering van een schelp die men hier vond, heeft men de ouderdom van deze site geschat op 3180 jaar. Op Tongatapu zijn tevens andere oude sites gevonden, alsook de eerste keramiek van de Lapitavolkeren (deze bevonden zich voornamelijk te Fiji). Er is in feite weinig bekend over de geschiedenis van Tonga voor de eerste Europeanen er voet aan wal zetten. Dit komt onder meer omdat Tonga betrekkelijk lang geen schriftsysteem heeft gekend, en de geschiedenis dus mondeling overgeleverd werd. Het eerste contact tussen Europeanen en Tongaanse mensen kwam er in 1616, toen het Nederlandse schip "Eendracht" een kort bezoek aan de eilanden bracht.

## Vroege culturen

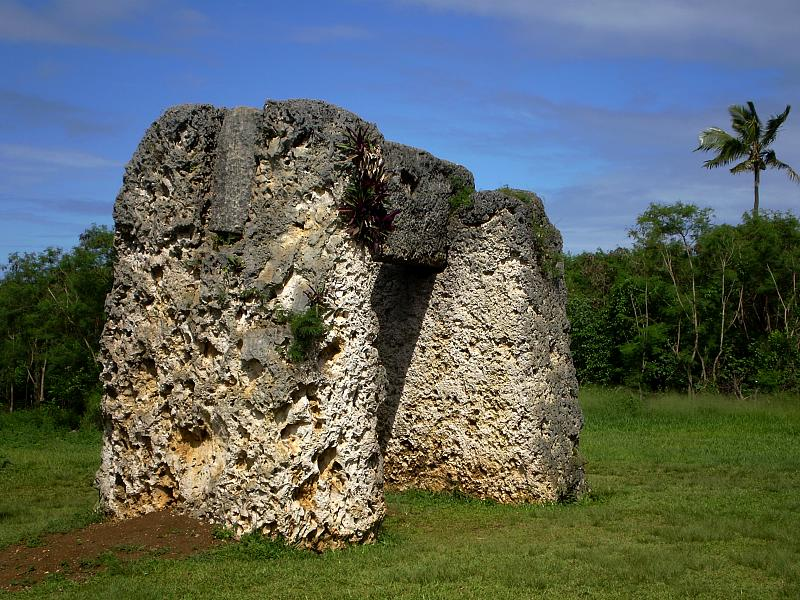
Ha'amonga 'a Maui

In de eeuwen voor de eerste westerlingen in Tonga aankwamen, maakten de Tongaanse mensen grote, stenen monumenten, zoals de Ha'amonga 'a Maui. Dit monument is ongeveer 5 meter hoog en vervaardigd uit kalkstenen (afkomstig uit koraalriffen rond de eilanden) die meer dan 40 ton wegen. Het monument dateert uit het begin van de dertiende eeuw, onder de elfde Tu'i Tonga.

## Tongaanse zeevaarders
Tijdens de twaalfde eeuw waren de Tonganen en hun koningen, de Tu'i Tonga, bekend over vele eilanden van de Stille Oceaan zoals Niue, Samoa en de Santa Cruzeilanden. Zij regeerden over deze eilanden gedurende meer dan 400 jaar. Sommige historici spreken hier van een Tu'i Tongarijk, hoewel het in werkelijkheid meer een netwerk van communicatie en interactie was dan een echte eenheid. Elk van de eilanden had doorgaans een eigen stamhoofd en het is onbekend of deze door Tonga zelf erkend moesten worden of niet. Verscheidene vondsten, zoals aardewerk en kledij, wijzen erop dat de Tonganen ook gereisd zijn naar Micronesia, Fiji en zelfs Hawaii.

## Eerste Europeanen en verspreiding van het christendom
In de vijftiende eeuw (en opnieuw in de zeventiende eeuw) brak er een burgeroorlog uit in Tonga. Gelijktijdig arriveerden de eerste Europeanen, beginnend met de Nederlandse ontdekkingsreizigers Willem Schouten en Jacob Le Maire. Tussen 21 en 23 april 1616 meerden zij aan op de noordelijke Tongaanse eilanden Tafahi en Niuatoputapu. De Tu'i Tonga van beide eilanden kwamen aan boord van hun schip en als gevolg hiervan werd door Le Maire een lijst opgesteld van woorden uit het Niuatoputapu, nu een uitgestorven taal. Op 24 april trachtten zij aan te meren op het eiland Niuafoʻou, maar gezien het ontvangst hier minder gastvrij was, beslisten ze weg te varen.
Op 21 januari 1643 was de Nederlandse ontdekkingsreiziger Abel Tasman de eerste Europeaan die het belangrijkste eiland Tongatapu en het eiland Ha'apai bezocht, na zijn bezoek aan Tasmanië en Nieuw-Zeeland (waar hij eveneens de eerste Europeaan was). De grootste Europese invloed kwam er dankzij de bezoeken van James Cook in 1773, 1774 en 1777, gevolgd door de eerste missionarissen uit Londen in 1797, en de methodist Walter Lawry in 1822. Tegen die tijd waren de meeste Tonganen bekeerd tot het methodisme of het christendom. Later werden ze ook beïnvloed door de Pinksterbeweging, de mormonen en de zevendedagsadventisten.

## Eenmaking en onafhankelijkheid
In 1799 werd de veertiende Tu'i Tonga, Tuku'aho, vermoord wat leidde tot een burgeroorlog van ongeveer 50 jaar. Uiteindelijk werden de eilanden verenigd in een Polynesisch koninkrijk in 1845 door de ambitieuze jonge krijger, strateeg en redenaar Tāufaʻāhau. Hij werd gedoopt met de naam "koning George Tupou I". In 1875 riep hij, met hulp van missionaris Shirley Baker, Tonga uit tot constitutionele monarchie. Daarna emancipeerde hij de lijfeigenen, legde een gedragscode vast en beperkte hij de vrijheid van de pers en de lokale stamhoofden. Tonga werd een Britse beschermde staat onder een vriendschapsverdrag op 18 mei 1900. Dit eindigde in 1970 toen Tonga onafhankelijk werd en toetrad tot het Gemenebest van Naties. In 1999 trad Tonga toe tot de Verenigde Naties.

## 21e eeuw
Op 15 januari 2022 werd de eilandengroep getroffen door een zware aardbeving van de Hunga Tonga-Hunga Ha'apai. Daarbij werd de onderzeese communicatiekabel gebroken, zodat de eilandengroep wekenlang zonder internet- of telefoonverbindingen viel. 
Geschiedenis van: Australië · Fiji · Kiribati · Marshalleilanden · Micronesia · Nauru · Nieuw-Zeeland · Palau · Papoea-Nieuw-Guinea · Salomonseilanden · Samoa · Tonga · Tuvalu · Vanuatu · Noordelijke Marianen · Guam · Amerikaans-Samoa · Cookeilanden · Frans Polynesië · Nieuw-Caledonië · Pitcairneilanden · Wallis en Futuna